# Rhopus nymphidius
Rhopus nymphidius är en stekelart som beskrevs av Sharkov 1986. Rhopus nymphidius ingår i släktet Rhopus och familjen sköldlussteklar. Inga underarter finns listade i Catalogue of Life.